# Palo (Flamenco)
Als Palo (spanisch) werden in der umgangssprachlichen Terminologie und teilweise auch im Schrifttum des Flamenco die musikalischen Varietäten des traditionellen Flamencorepertoires bezeichnet. Als noch nicht allzu lang etablierte Bezeichnung konkurriert palo mit gelegentlich synonym verwendeten Begriffen wie estilo ‚Stil‘ oder forma ‚Form‘.
Die nachfolgenden Abschnitte beziehen sich vorrangig auf den Begriff des palo als Topos und Kategorie in unterschiedlichen Systemen zur Klassifizierung des Flamencorepertoires. Eine tabellarische Übersicht über die Varietäten des Repertoires und einige ihrer Charakteristiken gibt die Liste der Palos des Flamenco, die auch Links zu Artikeln mit Einzeldarstellungen einiger palos enthält.

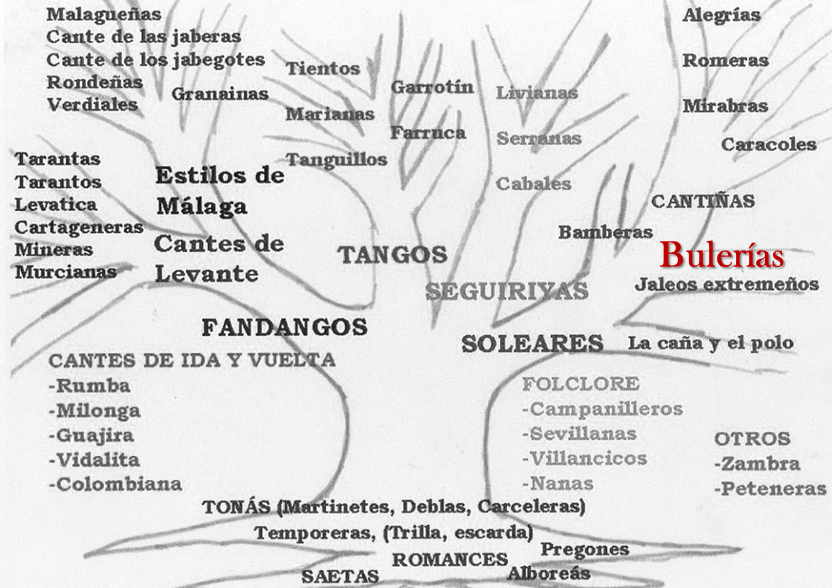
Darstellung eines palo (hier: Bulerías) im arbol flamenco.

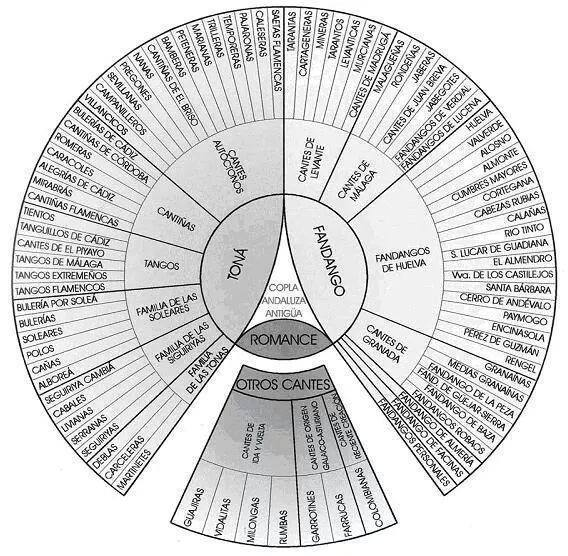
Kreisförmige Darstellung der palos mit Ursprungsformen im Zentrum.

## Herkunft und Bedeutungsumfang der Bezeichnung
Die Bezeichnung palo hat im spanischen Sprachraum eine Vielzahl unterschiedlicher Bedeutungen. Die Verwendung als taxonomischer Begriff innerhalb der unterschiedlichen Bestrebungen nach systematischer Ordnung des Flamencorepertoires legt nahe, dass der Begriff sich aus der Bezeichnung palo ‚Farbe im Kartenspiel‘ ableitet.
Demnach bezeichnet er eine mittlere Kategorisierungsebene, sofern man die Metapher des Kartenspiels zugrunde legt: Der Kartensatz (spanisch baraja) steht für das gesamte Flamencorepertoire, der palo steht für Teilmengen des Repertoires, während die zugehörigen Kartenwerte (spanisch naipes) für die konkreten künstlerischen Realisationen stehen.
Da es sich bei der Musik des Flamenco um eine ursprünglich schriftlos tradierte Kunstform mit spontanen und improvisatorischen Aufführungselementen handelt, gibt es zwar im überlieferten Repertoire zahlreiche individuelle und namentlich benannte Schöpfungen, aber keinen Werkbegriff im engeren Sinne.
Vielmehr wird die künstlerische Qualität einer Interpretation auch daran gemessen, inwieweit sie einen Ausgleich zwischen individueller Originalität und der Erfüllung der traditionell einem palo als Topos zugeschriebenen Merkmale herzustellen vermag.
Es gibt daher im Sprachgebrauch des Flamencomilieus weder eine einheitliche Bezeichnung für die individuellen Interpretationen eines palo, noch eine begriffliche Einengung der Bezeichnung palo auf seine Verwendung als abstrakte Kategorie: Jede Interpretation versteht sich als individuelle Realisation eines palo, während jeder palo zugleich alle realen und potentiellen Interpretationen einbezieht.
Das Spannungsfeld zwischen den durch Enkulturation und expliziter Tradierung im Bewusstsein der Flamencointerpreten stets gegenwärtigen Merkmalen der palos, und ihrer individuellen künstlerischen Realisation, bietet einerseits durch eine explizit den historischen Traditionen verbundene Auslegung die Möglichkeit zur Identifikation mit dem Flamenco als Teil des eigenen kulturellen Erbes, schafft andererseits aber auch Raum für künstlerische Innovationen. So dient die dem Begriff palo innewohnende Merkmalsbreite auch als Interpretations- und Akzeptanzspielraum, der die teilweise polemisch verteidigten und ideologisch belasteten Positionen eines angeblich „unverfälschten“ flamenco puro ‚reinen Flamenco‘ der Traditionalisten und des gelegentlich bereits als „Postflamenco“ bezeichneten nuevo flamenco ‚neuen Flamenco‘ der Innovatoren definiert.

## Klassifikationssysteme und Einteilung der Palos
Ein grundsätzliches Problem bei der Verwendung des Begriffes palo liegt im mangelnden Konsens hinsichtlich der Frage, nach welchen übergeordneten Kriterien eine musikalische Manifestation überhaupt dem Repertoire des Flamenco zugerechnet werden kann. Da viele, in der Öffentlichkeit und im Flamencoschrifttum unbestreitbar als „Flamencokünstler“ wahrgenommene Interpreten auch in anderen Genres tätig sind oder tätig waren, verbietet es sich, jede ihrer musikalischen Äußerungen automatisch dem Genre des Flamenco zuzurechnen. Umgekehrt gibt es seitens zahlreicher, sich dem traditionellen Flamenco verpflichtet fühlender Autoren erhebliche Vorbehalte hinsichtlich der Berücksichtigung des Repertoires von insbesondere in populären Genres auch kommerziell erfolgreichen Künstlern, selbst wenn diese unbestreitbar einen Vortragsstil pflegen, der eindeutig von der Stilistik des Flamenco geprägt ist.
Da bezüglich des Repertoires im öffentlichen Diskurs also erhebliche Meinungsverschiedenheiten bestehen, ist es nicht immer ersichtlich, welche Teile des Repertoires überhaupt zu den palos des Flamenco zu rechnen sind. Somit haben die meisten Klassifikationen der palos nur einen äußerst beschränkten Aussagewert und stellen durch das Fehlen eindeutiger Prämissen lediglich eine subjektive Auswahl aus einer Realität dar, die sich je nach Blickwinkel als unterschiedlich vielfältig darstellt.

### Strukturelle Kategorien
Jeder palo lässt zunächst durch einige allgemeine, nicht ausschließlich auf die Musik des Flamenco beschränkbare strukturelle Merkmale charakterisieren:
- die Metrik der Texte (spanisch letras)
- die Thematik des Textes
- Taktart und Grundrhythmus (spanisch compás flamenco)
- die Tonart, insbesondere unter Berücksichtigung der jeweils auf der Flamencogitarre verwendeten Akkorde, das Tongeschlecht oder der Modus
- charakteristische musikalische Motive und Akkordverbindungen
- die historische, lokale oder regionale, sowie die vermutete ethnische[8] Herkunft

Anhand der voranstehend aufgeführten Kriterien wurden von verschiedenen Autoren unterschiedliche Ordnungssysteme entwickelt, von denen einige deutlich biologistische Züge aufweisen, bei der die Genese des Flamencorepertoires z. B. in Form eines Stammbaums dargestellt wird.
Manche palos der Gegenwart schließen Dutzende estilos traditioneller Gesänge ein, während sich bei anderen, wie den Serranas nur noch eine einzige Varietät mit geringem Interpretationsspielraum erhalten haben. Ein weiteres Beispiel ist das der Polos und der Cañas, die in Melodieführung, Harmonik und Form fast identisch sind, aber traditionell als jeweils eigenständige palos betrachtet werden. Im aktuellen Repertoire existieren sie, wie die Serranas, nur noch als weitgehend variantenlose Gesänge. Aus diesem Grund werden sie, anders als noch im ausgehenden 19. Jahrhundert, im Schrifttum meist in ihrer Singularform aufgeführt.

### Historische Kategorien
Die Flamencoforschung hat in den letzten Jahrzehnten unter dem Schlagwort des „Pre- oder Protoflamenco“ dem Repertoire weitere Elemente hinzugefügt, von denen man je nach Quellenlage im Rahmen mehr oder weniger begründbarer Spekulationen annimmt, dass es sich hierbei um entweder nicht mehr gepflegte, oder um die historischen Vorläufer aktueller palos handeln könnte. Einige Autoren führen daher auch Gesänge auf, die als Estilos antiguos en desuso ‚nicht mehr gebräuchliche alte Stile‘ in der aktuellen Darbietungspraxis angeblich keine Rolle mehr spielen. Hierbei wird allerdings meist weder die Dynamik des Repertoires berücksichtigt, die sich im Verschwinden und der Neuschöpfung, aber auch in der Aktualisierung vormals nur noch als historisch bedeutsam erachteter palos manifestiert, noch die angesichts der oft unzulänglichen Quellenlage dringend gebotene Frage, welche dieser „palos en desuso“ tatsächlich jemals zum Flamencorepertoire gehörten.

## Genealogische und ästhetische Klassifikationen
Die Unterscheidung von palos nach ihrer genealogischen Abstammung und ihrer Interpretationsästhetik gehört zu den frühesten, bereits im Flamencoschrifttum des ausgehenden neunzehnten Jahrhunderts vorgenommenen Klassifizierungsversuchen.

### Cantegitanound Canteandalúz
Ausgangspunkt dieses auf oberster Ebene zweigeteilten Ordnungssystems ist die Annahme einer durch ethnische Unterschiede begründbaren Opposition zwischen dem als authentisch und ausdrucksstark geltenden cante gitano, Gesängen, deren Ursprünge in der Musizierpraxis der andalusischen Gitanos vermutet wurden, und dem cante andalúz, den aus der andalusischen Folklore und der Popularmusik schöpfenden Gesängen eines historisch jüngeren und künstlerisch weniger anspruchsvollen Repertoires.
Da diese Klassifikationen neben der problematischen ethnischen Dimension immer auch ästhetische, und somit implizit auch qualitativ wertenden Kriterien enthalten, werden sie aufgrund ihrer ideologischen Färbung und ihres überwiegend spekulativen Charakters von großen Teilen der aktuellen Flamencoforschung abgelehnt.

### Cantegrandeund Cantechico
Eine der bekanntesten und häufig zitierten, aber wegen ihrer mangelnden Trennschärfe und inhaltlichen Beliebigkeit weitgehend verworfenen Klassifikation unterscheidet zwischen cante grande oder cante jondo („tiefgründiger Gesang“) als dem großen, ernsten und technisch anspruchsvollen Gesang, und dem cante chico, als dem thematisch und künstlerisch nichtigen, volksliedhaften Gesang. Für Gesänge, die sich nicht ohne Widerspruch in diese beiden Kategorien fügen, gibt es die Gruppe des cante intermedio.
Diese Klassifikation erweist sich dadurch als problematisch, dass die Vortragsweise eines Gesangs nicht von den stimmlichen Qualitäten der Interpretierenden zu trennen ist. Vergleicht man Tondokumente aus unterschiedlichen Epochen, lässt sich feststellen, dass sich das mit der Kategorie jondo assoziierte Stimmideal, das in den 1950er Jahren insbesondere durch die Stimmfarbe und Vortragsweise Antonio Mairenas geprägt war, immer auch historischen Veränderungen unterliegt. Die Zuordnung eines idealisierten „Vortragsmodus“ zu bestimmten palos erweist sich nicht nur als wenig aussagekräftig, sondern hat in der Folgezeit auch zu Fehlbewertungen der künstlerischen Qualität von Interpretationen geführt, die nicht dem von einigen einflussreichen Autoren propagierten Stimm- und Vortragsideal entsprachen. Dabei betraf diese ästhetisch legitimierte Ausgrenzung nicht nur einzelne palos, wie die in der Phase der Ópera flamenca omnipräsenten Fandangos personales und die cantes de ida y  vuelta, sondern auch deren Interpreten, wie im Fall des in breiten Bevölkerungskreisen ungemein populären, aber seitens der „Traditionalisten“ bis zur Diffamierung kritisierte Pepe Marchena, dessen Bedeutung für die bis in die Gegenwart wirkenden Innovationsprozesse des Flamenco erst im aktuelleren Schrifttum vorurteilsfreier thematisiert wird.

## Pragmatische Klassifikationen
Eines der insbesondere für die Katalogisierung von Ton- und Filmdokumenten geeigneten Ordnungssysteme orientiert sich ausschließlich daran, in welcher Besetzung ein palo in der Praxis überwiegend ausgeführt wird. Der Nachteil einer solchen Klassifizierung ist die mangelnde Differenzierung hinsichtlich der musikalischen Strukturen, ihr Vorteil liegt allerdings darin, dass sie kein explizites Detailwissen erfordert und in Kombination mit historischen Daten relativ zuverlässige Rückschlüsse auf Konstanten und Veränderungen in der diachronen Entwicklung der Darbietungspraxis des Flamenco ermöglicht. Geht man von den drei konstituierenden Elementen Gesang (spanisch cante), Instrumentalspiel (spanisch toque) und Flamencotanz (spanisch baile) aus, ergibt sich folgende Matrix:
| Kategorie | I | II | III | IV | V | VI |
| --------- | - | -- | --- | -- | - | -- |
| Cante     | x | x  | x   | x  |   |    |
| Toque     |   | x  | x   |    | x | x  |
| Baile     |   |    | x   | x  | x |    |

- Gesänge ohne Instrumentalbegleitung (I).
- Gesänge mit Instrumentalbegleitung, zu denen auch Adaptionen ursprünglich unbegleiteter Gesänge gehören,[12] und die den größten Teil des Repertoires ausmachen (II).
- Gesänge mit Instrumentalbegleitung, die traditionell der Tanzbegleitung dienten, oder aus denen sich neuere Palos des Flamencotanzes entwickelt haben (III).
- Gesänge der Kategorie I, aus denen sich Choreographien des Bühnentanzes entwickelt haben, wie die von Antonio Ruiz Soler in den 1950er Jahren erstmals getanzte Martinete (IV).
- Tänze mit instrumentaler Begleitung ohne Gesang, wie die Farruca (V).[13]
- Instrumentale Adaptionen des Repertoires der Kategorien I–V, sowie traditionell nur dem Repertoire der solistischen Flamencogitarre zugerechnete palos, wie die einige Jahrzehnte beliebte, seit dem ausgehenden 20. Jahrhundert aufgrund ihres klischeehaften Exotismus weitgehend aus dem Repertoire-Kanon verschwundene Danza Mora („Maurischer Tanz“, eine instrumentale Version der pseudo-orientalischen Zambra der Ópera Flamenca der 1930er Jahre), sowie die von Ramón Montoya zum anspruchsvollen Solostück entwickelte Rondeña (VI).

Ein Beispiel für dieses Klassifizierungssystem ist die nachfolgend vorgestellte Gruppe der im Flamencojargon als „a palo seco“ bezeichneten Gesänge ohne Instrumentalbegleitung.

### Cantesa palo seco
Die nachfolgend aufgeführten Gesangsformen ohne Instrumentalbegleitung werden von einigen Autoren wie Demófilo und Manuel Molina oder dem Sänger Antonio Mairena als älteste Formen der Flamencomusik betrachtet:
- Tonás
- Martinetes
- Deblas
- Carceleras

Die Deblas und Carceleras (Gefängnislieder) gelten als Varianten der Martinetes, den traditionellen Gesängen der Schmiede, eine Tätigkeit, die in Andalusien und insbesondere im Viertel von Triana (Sevilla), fast ausschließlich von Gitanos ausgeübt wurde.
Etliche unbegleitete Gesänge stammen aus dem andalusischen Brauchtum und haben ihren Ursprung im täglichen Leben, in der Arbeit oder im religiösen Ritus:
- Nanas
- Pregones (von pregón „öffentlicher Ausruf“)
- Trilleras (Cantes de trilla)
- Saetas

Die Nanas sind ein Sammelbegriff für spanische Wiegenlieder, die Pregones (Singular Pregón) sind in vielen Regionen Spaniens beheimatete gesungene Verkaufsrufe ambulanter Händler, die Trilleras (von spanisch trilla ‚Dreschen‘) werden als Arbeitslieder aus dem ländlichen Milieu von einigen Autoren als „Cantes camperos“ in einer eigenen Kategorie zusammengefasst, und die Saetas, die während der Prozessionen der Karwoche vorgetragen werden, gelten als intensiver Ausdruck der andalusischen Volksfrömmigkeit. Alle genannten Gesänge haben zwar Eingang in das Flamencorepertoire gefunden, können aber nicht zu den originären Schöpfungen des Flamencomilieus gezählt werden.

## Klassifikationen nach Merkmalen der musikalischen Metrik
Bei einer elementarsten Einteilung der palos gemäß ihrer metrischen und rhythmischen Struktur unterscheidet man lediglich zwischen metrisch gebundenen, d. h. auf ein Taktschema zurückführbaren Gesängen a compás ‚im Takt‘, und den metrisch freier gestalteten cantes libres, zu denen neben fast allen unbegleiteten Gesängen auch zahlreiche Fandangos gehören.
Bei der weit verbreiteten Klassifizierung nach metrischen Gemeinsamkeiten ergibt sich oftmals das Problem, dass Gesänge unterschiedlicher Herkunft in einer größeren Gruppe zusammengefasst werden, obwohl sie untereinander teilweise deutliche Unterscheidungsmerkmale aufweisen. So handelt es sich bei der metrisch verwandten Gruppe der Soleares und der Cantiñas de Cádiz um palos aus einem jeweils anderen kulturellen Entstehungsmilieu, was sich in ihren teilweise völlig konträren thematischen, tonalen und formalen Strukturmerkmalen niederschlägt.
Die metrische Zählweise der palos erfolgt häufig nach dem Prinzip der reloj flamenco (von reloj „Uhr“), einem zirkulären, am Ziffernblatt der Uhr orientierten mnemotechnischen Verfahren zum Erlernen des compás flamenco, dem das Akzentschema der Bulerías (Zähleinheiten von 1 bis 12 mit Akzenten auf 3, 6, 8, 10 und 12) als Ausgangspunkt der Zählung zugrunde liegt. Dieses Verfahren wird häufig in der Unterrichtspraxis und teilweise auch in der Flamencoliteratur verwendet, setzt zu ihrem Verständnis allerdings die Kenntnis des zugrundeliegenden Zählverfahrens voraus.
Neben der zur Darstellungen des compás verbreiteten Zählung nach der reloj flamenco, hat sich im Tanz zunehmend das an die antike Versmetrik angelehnte Verfahren der Zählung unterschiedlicher Schrittdauern durchgesetzt, wobei die fünf Hauptakzente der 12er-Metren fünf kurzen und langen Schritten im Verhältnis 1 zu 1,5 entsprechen.

### Palos im Compás der Soleares
Gemeinsamkeit dieser Gruppe ist ein charakteristisches Akzentverteilungsmuster in einem metrischen Zyklus von zwölf Zählzeiten:
| Reloj flamenco:         | (12) | 1 | 2 | 3 | 4 | 5 | 6 | 7 | 8 | 9 | 10 | 11 | (12) |
| Akkordwechsel Soleares: | →    | X | - | - | X | - | - | X | - | - | X  | -  | -    |
| Akkordwechsel Bulerías: | X    | - | - | X | - | - | X | - | X | - | X  | -  |      |
| Schrittzählung:         | 1    | - | - | 2 | - | - | 3 | - | 4 | - | 5  | -  |      |

Innerhalb einer 12er-Pulsreihe tendieren die Positionen der Akkordwechsel in der instrumentalen Begleitung und in den Zwischenspielen (spanisch falsetas) bei den Soleares und der Gruppe der Cantiñas zu einem Einsatz auf der Zählzeit „eins“ (mit Akkordwechseln auf 1, 4, 7, 10), während die Einsätze der Bulerías, aber auch die Gesangsbegleitung der Soleares und Cantiñas die „zwölf“ präferieren (mit Akkordwechseln auf 12, 3, 6, 8, 10), was sich als Wechsel eines 6⁄8-Takts mit einem 3⁄4-Takt interpretieren lässt. Beiden Schemata ist gemeinsam, dass die Zählzeit „zehn“ die metrische Kadenz (spanisch cierre ‚Abschluss‘) markiert.
Obwohl die Metrik der Bulerías das auch den Soleares zugrundeliegende Akzentschema unmissverständlich darzustellen vermag, wird die durch dieses Akzentschema charakterisierte Kategorie traditionell auf die Soleares zurückgeführt, auch wenn deren gleichsam um einen Pulswert „nach rechts“ verschobene Akkordwechsel für die gesamte Kategorie nicht die Norm, sondern die Ausnahme darstellen.
Diese Gruppe umfasst die folgenden Palos:
- Soleares (Sg. soleá)

- Bulerías
- Bulerías por soleá, Soleá por bulería, Fandangos por soleá
- Caña und Polo

- Cantiñas de Cádiz:

- Cantiñas
- Alegrías
- Romeras
- Caracoles
- (El) Mirabrás

Die Caña und der Polo sind melodisch sehr ähnlich, während die Formen der Gruppe der Cantiñas große Ähnlichkeiten in der Harmonik aufweisen.
Die schnellste und rhythmisch komplexeste Form sind die Bulerías, während die Hybridform Bulerías por soleá eine Soleá in einem beschleunigten Tempo ist, womit sie sich den frühen Soleares annähert, die fast bis zur Mitte des 20. Jahrhunderts meist schneller vorgetragen wurden, bevor sich seit den 1970er insbesondere im Tanz langsamere Tempi durchsetzten. Die seltener und nicht einheitlich verwendete Bezeichnung Soleá por bulería wird entweder als Synonym zum geläufigeren Begriff der Bulerías por soleá verwendet, oder gelegentlich als Synonym für die Soleá por medio bzw. Soleá en La, d. h. für eine Soleá in der für die Bulerías charakteristischen Tonart A-Phrygisch.
Der insbesondere im Repertoire der Flamencofamilien aus Lebrija gepflegte Fandango por soleá ist ein Fandango im compás und mit den typischen instrumentalen Zwischenspielen (falsetas) der Soleá.

### Palos im Compás der Seguiriyas
Diese Palos folgen wie die Soleá einem 12er-Schema, allerdings mit einer asymmetrischen Akzentuierung, die meist als alternierender 3⁄4- und 6⁄8-Takt notiert wird, deren melodische und harmonische Struktur aber eher dem Schema eines Wechsels von 7⁄8- und 5⁄8-Takten mit einer Binnenstruktur von 2+2+3 und 3+2 Pulsen entspricht. Wie in den Soleares markiert der vorletzte Puls die metrische Kadenz, den cierre:
| Zählzeit:       | 1  | 2 | 3  | 4  | 5  | 6 | 7 | 8 | 9 | 10 | 11 | 12 |
| Seguiriyas:     | X  | x | X  | x  | X  | x | x | X | x | x  | X  | x  |
| Akkordschema:   | Dm | - | C  | -  | Bb | - | - | A | - | -  | A  | -  |
| Reloj flamenco: | 8  | 9 | 10 | 11 | 12 | 1 | 2 | 3 | 4 | 5  | 6  | 7  |
| Schrittzählung: | 1  | - | 2  | -  | 3  | - | - | 4 | - | -  | 5  | -  |

Die Palos dieser Gruppe sind:
- Seguiriyas
- Cabales
- Serranas
- Livianas
- (La) Toná liviana[18]

Obwohl die Martinetes und andere Tonás manchmal mit dem Akzentschema der Seguiriya gespielt werden, gehören sie nicht in diese Gruppe. Der einzige Palo dieser Gruppe, der eine große Anzahl von stilistischen Varianten (spanisch estilos) hat, ist die Seguiriya. Livianas, Serranas und die Toná liviana weisen hingegen innerhalb ihres jeweiligen Interpretationsspielraums kaum stilistisch bedeutsame Unterschiede auf.

### Palos im Compás der Tangos
Die Gruppe der Tangos umfasst die Flamenco-Formen im 8er-Compás bzw. im 2/4 oder 4/4-Takt. Auch hier markiert der vorletzte Puls die metrische Kadenz (cierre):
| Zählzeiten:           | 1 | 2 | 3 | 4 | 5 | 6 | 7 | 8 |
| Akkordwechsel Tangos: | X | - | - | - | X | - | - | - |

- Tangos
- Tientos
- (La) Farruca[18]
- (El) Garrotín[18]
- Rumbas
- Tanguillos
- Marianas

Die Tientos sind – wie die um 1920 aus der Mode gekommenen Marianas – eine langsamere Form der vom Rhythmus der Habanera beeinflussten andalusischen Tangos. Viele traditionelle Letras und ihre Melodien können sowohl im Tango- als auch im Tiento-Rhythmus gesungen werden, wobei die Darbietungen oftmals mit einer Folge von Tientos beginnen und mit Strophen im Tango-Rhythmus abschließen.
Farruca und Garrotín, bei denen über mögliche Einflüsse aus Asturien bzw. Katalonien spekuliert wird, gehörten im ausgehenden 19. Jahrhundert bzw. in den 1920er Jahren zu den beliebtesten Tanzliedern und Cuplés der großstädtischen Varietés, von denen ausgehend sie in den Flamenco-Cafés ins Repertoire des Flamenco übernommen wurden. Während die ursprünglich gesungene Farruca bereits um 1920 aus dem Gesangsrepertoire verschwand, sich danach aber immerhin noch als instrumental begleiteter virtuoser Männertanz etablieren konnte, wurde der Garrotín mit dem Ausbruch des Spanischen Bürgerkriegs zunächst völlig aus dem Kernrepertoire verbannt. In den 1950er Jahren erlebten beide eine längere Renaissance als orchesterbegleitete Formen der Copla andaluza. In den Folgejahren konnte sich auch der Garrotín insbesondere im Repertoire der Tanzschulen etablieren, während die Farruca zunehmend auch von Tänzerinnen interpretiert wurde, und beide Formen seit einigen Jahren auch wieder vermehrt als cantes flamencos dargeboten werden.

## Klassifikationen nach regionaler Herkunft
Die Autoren der ideologisch noch bis in die späten 1980er Jahre hineinwirkenden traditionellen Flamencoforschung (spanisch flamencología) waren häufig Vertreter eines in Andalusien weitverbreiteten Lokalpatriotismus, der seinen Niederschlag auch in entsprechenden Klassifizierungssystemen des Flamenco fand.
Grundlage dieses Systems war die subjektiv vermutete, teilweise aber auch statistisch durchaus belegbare Dominanz einiger palos in bestimmten Teilen Andalusiens und den angrenzenden Regionen der Extremadura und Murcia.
Bei Autoren, deren Einteilungen auf einer überwiegend subjektiven Basis beruht, lässt sich allerdings die Tendenz feststellen, das eigene Herkunftsgebiet zum Ursprungsort möglichst vieler palos zu erklären, was bisweilen zu wissenschaftlich wenig haltbaren Systematiken geführt hat.
Neben palos, die aktuell als überregionales Kernrepertoire des Flamenco zu betrachten sind, gibt es einige geografische Zuweisungen mit auch statistisch nachweisbarer Evidenz:
- Provinz und Stadt Cádiz und Los Puertos: Romances, Cantiñas de Cádiz, Tangos gaditanos und Tanguillos
- Provinzen Huelva und Málaga: Cantes de Málaga (Fandangos regionales, Tangos del Piyayo)
- Provinzen Almería, Jaén und Region Murcia: Cantes mineros
- Provinz und Stadt Sevilla: Sevillanas
- Provinz Granada: Fandangos, Tangos granadinos
- Region Extremadura: Jaleos (eine regionale Bulerías-Varietät), Tangos extremeños, Pasodobles (als eigenständiges Genre mit Einflüssen des Flamenco)
- Jerez de la Frontera: Bulerías und alle ethnisch als cantes gitanos klassifizierten Gesänge
- Barcelona: Rumba catalana, Garrotín
- Hispanoamerika: Cantes de ida y vuelta

In der geografischen Klassifikation sind die Fandangos regionales eine eigene Kategorie, die zwar einerseits nach ihrer regionalen bzw. lokalen Herkunft, andererseits auf der Grundlage von musikalischen Gemeinsamkeiten gebildet wird.

### Palos des Fandango
Die Fandangos in ihren vielen regionalen Varianten waren während des 18. Jahrhunderts äußerst beliebte Volkstänze in großen Teilen Spaniens und Lateinamerikas. Zahlreiche Komponisten wie Antonio Soler und Luigi Boccherini übernahmen Fandangos in ihre Kompositionen. Obwohl sie oft als cantes libres gesungen werden, dienten sie ursprünglich als Musik zu dem gleichnamigen Tanz. Wenn sie mit gleichmäßigem Metrum gespielt werden, folgen sie einem 3/4- oder 6/8-Takt. Ende des 19. Jahrhunderts entwuchsen sie der Folklore und wurden zu einem Flamenco-Palo.
Ein übliches Einteilungsschema der Fandangos orientiert sich an ihrer lokalen und regionalen Herkunft:

#### Fandangos occidentales
Fandangos aus den westlichen Provinzen Sevilla und Cádiz, deren bedeutendste Vertreter die Fandangos onubenses sind, volkstümliche Fandangos der Provinz Huelva, mit zahlreichen lokalen Varianten, die meist in einem gleichmäßigen Dreiertakt mit einem mittleren bis schnellen Tempo, gelegentlich auch metrisch freier im Stil der Fandangos personales (siehe unten) ausgeführt werden. Im Jahr 2020 wurden diese Fandangos von der Regionalregierung Andalusiens zum geschützten Kulturgut (Bien de Interés Cultural) erklärt.
Während in den urbanen Zentren Sevilla, Cádiz und Jerez mit einem traditionell hohen Anteil professioneller Flamencokünstler die individuellen Schöpfungen der Fandangos personales dominieren, haben die Fandangos der Provinz Huelva ihren ländlichen und kollektiven Charakter erhalten, wobei die unzähligen estilos der Region meist nach ihren Ursprungsorten benannt werden:
- Fandangos de Huelva:

- ~ de Almonaster la Real
- ~ de Alosno (mit zahlreichen Varianten, wie dem Fandango cané und dem Fandango parao)
- ~ de Cabezas Rubias
- ~ de Calañas
- ~ de El Cerro de Andévalo
- ~ de Encinasola
- ~ de Minas de Riotinto
- ~ de Santa Bárbara de Casa
- ~ de Valverde del Camino
- ~ de Zalamea la Real

#### Fandangos orientales
Fandangos aus den östlichen, historisch länger von der maurischen Kultur geprägten Provinzen der Levante (Málaga und Granada), sowie aus den früheren Bergbauzonen der Provinz Jaén und der Region Murcia, die sich hinsichtlich ihrer metrischen Struktur und der Thematik ihrer Gesangstexte nochmals differenzieren lassen:
- Fandangos abandolaos: Sie werden in einem gleichmäßigen 3/4-Takt gespielt, bei dem sich der Gesang am Rhythmus der instrumentalen Begleitung orientiert.

- Verdiales
- Jaberas
- Rondeñas
- Fandangos de Lucena
- Malagueñas de baile (de fiesta)

- Cantes libres, metrisch ungebundenere („freie“) Formen, bei denen die instrumentale Begleitung dem Gesang folgt:

- Malagueñas
- Granaínas und Media Granaína

- Cantes mineros oder cantes de las minas als überwiegend thematisch definierter Zweig der Cantes libres der früheren, bis Anfang der 1920er Jahre blühenden Bergbauzonen (zunächst im andalusischen Silberbergbau, dann auch in den Kupfer-, Blei- und Zinnminen):

- Mineras
- Tarantas
- Tarantos  (eine metrisch weniger freie, häufig getanzte Form der Tarantas mit rhythmischen Einflüssen von Tientos, Tangos und Rumba)
- Cartageneras
- Murcianas
- Levanticas und Cantes de madrugá („Morgenlieder“, d. h. Lieder die auf dem morgendlichen Weg zur Arbeit gesungen wurden)

#### Fandangos personales
Fandangos, die stilistisch nicht einer bestimmten Region werden können, sondern als individuelle Schöpfungen einzelner Interpreten gelten und neben der generischen Bezeichnung „Fandangos“ meist noch deren Namen anführen, wie „Fandangos del Niño Gloria“.

### Cantes de ida y vuelta
Der spanische Ausdruck ida y vuelta bezeichnet die Hin- und Rückfahrt. Bei den Cantes de ida y vuelta handelt es sich um Palos, deren Ursprung in den kulturellen Wechselwirkungen zwischen dem spanischen Mutterland und den spanischsprachigen Regionen Amerikas vermutet wird. Ein Prototyp dieser gegenseitigen Einflussnahme ist die kubanische Habanera, die zwar nicht zum traditionellen Flamencorepertoire gezählt wird, der aber von etlichen Autoren eine bedeutende Rolle in der Genese einiger palos zugestanden wird.
- Guajiras (Herkunft: Kuba)
- Milongas (Argentinien)
- Vidalitas (Argentinien, Bolivien und Uruguay)
- Rumbas (Herkunft: Kuba)
- Colombianas (Herkunft: Spanien)

Ein Sonderfall sind die Colombianas (Einzahl Colombiana), deren Name zwar auf Kolumbien verweist, bei denen es sich aber um eine zu Beginn der 1930er Jahre auf spanischem Boden entstandene individuelle Kreation des Sängers Pepe Marchena handelt, der Elemente des kubanischen Danzón und einem mexikanischen Corrido zu einem „Gesang im kolumbianischen Stil“ zusammengefügt hatte.
Bei der ursprünglich aus Kuba stammende Rumba hat ihre Adaption und Transformation zur Rumba gitana bzw. Rumba flamenca durch meist andalusischstämmige Interpreten aus den Vororten von Madrid und Barcelona in den frühen 1960er Jahren zu einem stilistischen Differenzierungsprozess geführt. Während die auch als Rumba del Sur bezeichnete Variante stilistisch weitgehend den Stereotypen des Flamenco und der andalusischen Popularmusik verbunden blieb, entwickelte sich mit der Rumba catalana in den Ballungszentren Kataloniens ein eigenes, bis in die Gegenwart populäres Genre, das sich durch Interpreten wie Peret einerseits an der internationalen Popularmusik und deren thematischer und musikalischer Vielfalt orientierte, das sich andererseits – wie im Fall des argentinischstämmigen Gato Pérez – in Rhythmik und Arrangement aber auch wieder den kubanischen Wurzeln der Rumba annäherte.

## Klassifikationen nach Genres
Bei Übernahmen aus dem Repertoire anderer Genres, die durch die stiltypischen Vortragsarten des Flamenco als cantes aflamencadas ‚Gesänge im Flamencostil‘ bezeichnet werden, handelt es sich meist um Liedgut des andalusischen Brauchtums, der spanischen Folklore und folkloristischen Kunstmusik, oder um Adaptionen populärer Unterhaltungsmusik:
- Gesänge aus dem häuslichen Alltagsleben und der Arbeitswelt:

- Nanas
- Cantes camperos
- Pregones

- Lieder und Tänze der weltlichen Festtagsbräuche:

- Bamberas
- Sevillanas

- Lieder und Gesänge des religiösen Brauchtums:

- Villancicos (flamencos)
- Campanilleros
- Saetas

- Adaptionen der populären Unterhaltungsmusik:

- Canciones, häufig „por bulerías“
- Zambra und Pasodoble, häufig potpourriartig „con fandangos“, eine zwischen den 1930er und dem Ende der 1950er Jahre äußerst beliebte Vortragsart.

- Adaptionen von Volksliedbearbeitungen:

- (El) Zorongo (gitano), El Café de Chinitas, Anda jaleo, Los Peregrinitos usw.

Eine eigene, gelegentlich auch als „Lorqueñas“ oder „Lorquianas“ bezeichnete Kategorie stellen die Interpretationen einiger Volkslieder und volkstümlicher Lieder dar, die durch eine Bearbeitung des auch musikalisch tätigen Dichters Federico García Lorca, und nach einer gemeinsamen Aufnahme mit der Sängerin und Tänzerin La Argentinita im Jahre 1931 eine große Popularität erlangten. Der ursprünglich auf mehreren Schellackplatten 1932 veröffentlichte Zyklus fand alsbald Eingang in die Repertoires der Kunstmusik, der populären Musik und des Flamenco, wobei der Zorongo gitano auch zum Gegenstand tänzerischer Adaptionen wurde.

## Kritik
Klassifikationen der palos nach nachvollziehbaren musikalischen Kriterien können für Forschung und Lehre durchaus sinnvoll sein, ebenso historisch ausgerichtete Ordnungssysteme, sofern sie sich am Standard moderner Quellenforschung orientieren. Hingegen werden die älteren Systeme, die sich auf genealogische, insbesondere in Form ethnischer Zuweisungen, oder ästhetisch legitimierte Kriterien berufen, aufgrund unzureichender Verifizierung ihrer Prämissen im aktuellen Diskurs weitgehend als obsolet erachtet.
Die Uneinheitlichkeit und der oftmals rein spekulative Charakter der unterschiedlichen Klassifikationssysteme ist nicht nur den Eigenheiten des Flamencorepertoires geschuldet, dessen Komplexität unterschiedliche Blickwinkel und eine daraus folgende Vielfalt der Ordnungskriterien geradezu herausfordert, sondern auch den wissenschaftsgeschichtlich zu betrachtenden Ursprüngen dieser Systeme.
Ausgehend von der Prämisse, dass es sich bei der Kunstform des Flamenco um ein primär als musikalisch wahrgenommenes Phänomen handelt, erklären sich die zahlreichen Widersprüchlichkeiten traditioneller Ordnungsversuche auch aus der Tatsache, dass sich die Autoren des Flamencoschrifttums, von den Anfängen im letzten Viertel des 19. Jahrhunderts bis in die jüngere Gegenwart hinein, mehrheitlich aus Flamenco-Liebhabern (spanisch aficionados) mit einem überwiegend literarischen oder journalistischen Berufshintergrund rekrutierten. Einigen dieser Autoren fehlten daher grundlegende Kenntnisse, um Klassifikationen nach musikwissenschaftlichen oder musikethnologischen Kriterien erstellen zu können, anderen dienten die Konstrukte ihrer Ordnungssysteme ohnehin lediglich als Vehikel, ihre jeweiligen ideologischen Positionen durch eine Instrumentalisierung des Flamenco an die Öffentlichkeit zu tragen.
So lässt sich abschließend feststellen, dass etliche Klassifikationssysteme des Flamenco einer gründlichen Revision bedürfen, und daher aus der historischen Distanz als Ergebnisse eines über Jahrzehnte hinweg mehr von subjektiver Begeisterung, denn vom Streben nach objektiver Wissenschaftlichkeit bestimmten Wirkens zu betrachten sind.